# Gum Tree Gully Conservation Park
Gum Tree Gully Conservation Park är en park i Australien. Den ligger i delstaten South Australia, omkring 55 kilometer söder om delstatshuvudstaden Adelaide. Gum Tree Gully Conservation Park ligger 327 meter över havet.
Närmaste större samhälle är Aldinga, omkring 16 kilometer norr om Gum Tree Gully Conservation Park. 
I omgivningarna runt Gum Tree Gully Conservation Park växer huvudsakligen savannskog. Runt Gum Tree Gully Conservation Park är det ganska glesbefolkat, med 23 invånare per kvadratkilometer. Genomsnittlig årsnederbörd är 729 millimeter. Den regnigaste månaden är juni, med i genomsnitt 133 mm nederbörd, och den torraste är december, med 21 mm nederbörd.